# Impératrice Eugénie (paquebot)
Pour les articles homonymes, voir Impératrice Eugénie.
L’Impératrice Eugénie est le nom du premier  transatlantique construit en France. C'est aussi le premier navire issu de la construction navale à Saint-Nazaire, au chantier Scott, aujourd'hui devenu les Chantiers de l'Atlantique.

## Débuts
Ce paquebot fut construit par le Chantier John Scott, sur le site de Penhoët qui deviendra plus tard les Chantiers de l'Atlantique. Il navigua pour la Compagnie générale transatlantique. Il s'agit du premier paquebot transatlantique construit en France.
Il fut commandé sous le nom d’Atlantique ; troisième d’une série de huit paquebots à roues commandés, pour trois d’entre eux, en Écosse, et pour les cinq autres aux chantiers de Penhoët nouvellement créés. Ses sister-ships sont le Washington (1864), le Lafayette (1864), l’Europe (1865), le France (1865), le Nouveau Monde (1865), le Panama (1866) et le Saint Laurent (1866), modifié sur cale en navire à hélice.
Il est mis sur cale le 15 octobre 1862 et lancé le 24 avril 1864.

## Service actif
Il est mis en service en février 1865 sur la ligne du Mexique sous le nom d’Impératrice Eugénie. C'est à son bord que l'impératrice du Mexique Charlotte rentre en Europe en juillet 1866.
Il est rebaptisé Atlantique en 1870, après la chute de Napoléon III.
Ce paquebot conserve encore les voiles mais il est doté d'une importante machine à vapeur qui lui permet d'actionner deux roues à aubes. Ce fut l'unique paquebot utilisant cette technique à être construit à Saint-Nazaire. Il effectue alors des traversées en environ 20 jours.
En 1873, il est transformé en paquebot à hélice, sa coque est allongée de 17 mètres et un troisième mât est ajouté. Il est rebaptisé Amérique et remis en service en janvier 1874 sur la ligne Le Havre—New York.

## Fin
Le 14 avril 1874, il est abandonné par les passagers et l’équipage en pleine tempête à environ 100 milles nautiques de Brest, les pompes ne suffisant plus à évacuer l’eau qui s’engouffre dans le navire. Les passagers et l’équipage sont recueillis par trois autres navires. Finalement, il est repéré le 15 avril, toujours à flot, par un vapeur anglais, remorqué jusqu’à Plymouth puis revient au Havre par ses propres moyens. Il est remis en service en mars 1875.
Le 7 janvier 1877, il s’échoue à Seabright sur la côte du New Jersey, où il reste immobilisé durant quatre mois. Il reprend son service en août. En septembre 1880, Sarah Bernhardt traverse l'Atlantique à son bord, pour sa première tournée en Amérique. En septembre 1886, il est transféré sur la ligne de Colon. En 1892, il reçoit des machines à triple expansion.
Le 28 janvier 1895, il est perdu par échouement sur la côte colombienne.